# Rhynchoticida caudata
Rhynchoticida caudata är en stekelart som beskrevs av Boucek 1978. Rhynchoticida caudata ingår i släktet Rhynchoticida och familjen gallglanssteklar.
Artens utbredningsområde är:
- Papua Nya Guinea.
- Filippinerna.

Inga underarter finns listade i Catalogue of Life.